# 8088 Australia
8088 Australia eller 1990 SL27 är en asteroid i huvudbältet som upptäcktes den 23 september 1990 av den rysk-sovjetiska astronomen Galina Kastel och den rysk-sovjetiska och ukrainska astronomen Ljudmila Zjuravljova vid Krims astrofysiska observatorium på Krim. Den är uppkallad efter landet Australien.
Asteroiden har en diameter på ungefär fyra kilometer.